# Persone di nome Giorgio/Calciatori
| Questa pagina contiene informazioni ricavate automaticamente dalle voci biografiche con l'ausilio del template Bio e di un bot. L'aggiornamento è periodico e automatico e ricostruisce completamente la pagina. Se manca una persona in questa lista, sei pregato di non aggiungerla, ma accertati piuttosto che la sua voce biografica contenga il template Bio e che i dati anagrafici siano correttamente compilati. Se il template Bio manca, inseriscilo tu stesso o, in alternativa, metti l'avviso {{tmp\|Bio}} che ne segnala la mancanza. Se i dati riportati sono sbagliati, correggi direttamente la voce biografica; le modifiche saranno visibili in questa lista entro pochi giorni. Per chiarimenti vedi il progetto antroponimi. La lista contiene solo le 89 persone che sono citate nell'enciclopedia e per le quali è stato implementato correttamente il template Bio. Pagina aggiornata al 23 mag 2025. |

Questa è una lista di persone presenti nell'enciclopedia che hanno il nome Giorgio e sono calciatori.

## A(5)
- Giorgio Aebi, calciatore italiano (Cernobbio, n. 1923 - Milano, † 2005)
- Giorgio Agostinelli, calciatore italiano (Mantova, n. 1900 - Bolzano, † 1968)
- Giorgio Altare, calciatore italiano (Bergamo, n. 1998)
- Giorgio Armari, calciatore e allenatore di calcio italiano (Ferrara, n. 1895 - Castelfranco Veneto, † 1956)
- Giorgio Azzimonti, calciatore italiano (Busto Arsizio, n. 1939 - Lecco, † 2017)

## B(21)
- Giorgio Bandini, ex calciatore italiano (Terni, n. 1939)
- Giorgio Barbana, calciatore italiano (Terzo di Aquileia, n. 1949 - Udine, † 2015)
- Giorgio Barbolini, calciatore italiano (Modena, n. 1934 - Modena, † 2022)
- Giorgio Barsanti, calciatore italiano (Viareggio, n. 1918 - Fivizzano, † 1994)
- Giorgio Benini, ex calciatore italiano (Roma, n. 1962)
- Giorgio Bernardin, calciatore italiano (Bonassola, n. 1928 - Bonassola, † 2011)
- Giorgio Bernardis, ex calciatore italiano (Campolongo al Torre, n. 1945)
- Giorgio Bettini, calciatore e allenatore di calcio italiano (Livorno, n. 1936 - L'Aquila, † 2020)
- Giorgio Biasiolo, ex calciatore italiano (Montecchio Maggiore, n. 1946)
- Giorgio Bissoli, calciatore italiano (San Martino Buon Albergo, n. 1941 - † 2007)
- Giorgio Bittolo, ex calciatore italiano (Annone Veneto, n. 1949)
- Giorgio Blasig, ex calciatore italiano (Gorizia, n. 1947)
- Giorgio Bolognesi, calciatore, allenatore di calcio e dirigente sportivo italiano (Torino, n. 1925 - Monastier di Treviso, † 2014)
- Giorgio Bordignon, ex calciatore italiano (Bassano del Grappa, n. 1927)
- Giorgio Borgo, calciatore e allenatore di calcio italiano (Savona, n. 1910)
- Giorgio Boscolo, ex calciatore italiano (Chioggia, n. 1955)
- Giorgio Braglia, ex calciatore italiano (Bomporto, n. 1947)
- Giorgio Bravi, calciatore e allenatore di calcio italiano (Roma, n. 1936 - Roma, † 2003)
- Giorgio Bresciani, ex calciatore e dirigente sportivo italiano (Lucca, n. 1969)
- Giorgio Brigo, ex calciatore italiano (Verona, n. 1940)
- Giorgio Buila, calciatore italiano (Milano, n. 1913 - Milano, † 1976)

## C(6)
- Giorgio Carrera, ex calciatore italiano (Pavia, n. 1955)
- Giorgio Chinaglia, calciatore e dirigente sportivo italiano (Carrara, n. 1947 - Naples, † 2012)
- Giorgio Cittadini, calciatore italiano (Gardone Val Trompia, n. 2002)
- Giorgio Cori, ex calciatore italiano (Roma, n. 1929)
- Giorgio Corona, ex calciatore italiano (Palermo, n. 1974)
- Giorgio Costantini, ex calciatore italiano (Marghera, n. 1940)

## D(8)
- Giorgio Dal Monte, calciatore italiano (Aosta, n. 1931 - Aosta, † 1992)
- Giorgio De Giorgis, ex calciatore, procuratore sportivo e dirigente sportivo italiano (Genova, n. 1957)
- Giorgio De Marchi, calciatore italiano (Schio, n. 1934 - Vicenza, † 2020)
- Giorgio De Rossi, ex calciatore italiano (Ivrea, n. 1940)
- Giorgio Del Signore, ex calciatore italiano (Verona, n. 1976)
- Giorgio Dellagiovanna, calciatore italiano (Milano, n. 1941 - Milano, † 2013)
- Giorgio Delvai, calciatore italiano (Sampierdarena, n. 1907)
- Giorgio Di Vicino, ex calciatore italiano (Napoli, n. 1980)

## E(1)
- Giorgio Enzo, ex calciatore italiano (Maccarese, n. 1962)

## F(4)
- Giorgio Fanti, ex calciatore italiano (Roma, n. 1945)
- Giorgio Ferrara, ex calciatore italiano (Messina, n. 1954)
- Giorgio Ferrini, calciatore e allenatore di calcio italiano (Trieste, n. 1939 - Torino, † 1976)
- Giorgio Fogar, ex calciatore italiano (Monfalcone, n. 1939)

## G(8)
- Galetti, calciatore italiano
- Giorgio Gambino, calciatore italiano (n. 1902 - † 1946)
- Giorgio Garbarini, ex calciatore italiano (Genova, n. 1944)
- Giorgio Giaretta, calciatore italiano (Cittadella, n. 1912 - Cittadella, † 1981)
- Giorgio Giorgini, calciatore italiano
- Giorgio Giorgioni, calciatore italiano (Ravenna, n. 1923 - La Spezia, † 1998)
- Giorgio Girol, calciatore italiano (San Michele al Tagliamento, n. 1947 - Fossalta di Portogruaro, † 2006)
- Giorgio Granata, calciatore italiano (Milano, n. 1924 - † 1997)

## L(1)
- Giorgio Lunerti, ex calciatore italiano (San Benedetto del Tronto, n. 1960)

## M(9)
- Giorgio Magnaghi, calciatore italiano (Roma, n. 1923 - Milano, † 2016)
- Giorgio Magnocavallo, ex calciatore e allenatore di calcio italiano (Chieuti, n. 1957)
- Giorgio Maioli, calciatore e allenatore di calcio italiano (Verona, n. 1940 - Verona, † 2022)
- Giorgio Mariani, calciatore italiano (Sassuolo, n. 1946 - Sassuolo, † 2011)
- Giorgio Masè, calciatore italiano (Mantova, n. 1903 - Peschiera del Garda, † 1981)
- Giorgio Miazza, calciatore italiano (Novara, n. 1938 - Novara, † 2011)
- Giorgio Michelini, calciatore italiano (Genova, n. 1917 - Genova, † 2012)
- Giorgio Michelotti, calciatore e allenatore di calcio italiano (Tripoli, n. 1936 - Catania, † 2017)
- Giorgio Milanesi, calciatore italiano (Magenta, n. 1942 - Magenta, † 2019)

## N(2)
- Giorgio Nardello, ex calciatore italiano (Velo d'Astico, n. 1946)
- Giorgio Nicolis, calciatore italiano (Torino, n. 1909)

## O(1)
- Giorgio Odling, calciatore italiano (Carrara, n. 1933 - Sanremo, † 2007)

## P(3)
- Giorgio Pellegrini, ex calciatore italiano (Borgo a Buggiano, n. 1926)
- Giorgio Pellizzaro, calciatore e allenatore di calcio italiano (Mantova, n. 1947 - Brescia, † 2025)
- Giorgio Pitacco, calciatore italiano (Trieste, n. 1901)

## R(6)
- Giorgio Ramusani, ex calciatore italiano (Reggio Emilia, n. 1939)
- Giorgio Redeghieri, ex calciatore italiano (Sassuolo, n. 1956)
- Giorgio Rognoni, calciatore italiano (Modena, n. 1946 - Pistoia, † 1986)
- Giorgio Ronconi, calciatore italiano (Albettone, n. 1901)
- Giorgio Rossano, calciatore italiano (Torino, n. 1939 - Viareggio, † 2016)
- Giorgio Rossi, calciatore italiano (Fiume, n. 1907)

## S(2)
- Giorgio Scalvini, calciatore italiano (Chiari, n. 2003)
- Giorgio Stivanello, calciatore italiano (Venezia, n. 1932 - Vicenza, † 2010)

## T(6)
- Giorgio Taormina, ex calciatore italiano (Palermo, n. 1962)
- Giorgio Tedeschini, calciatore italiano (Modena, n. 1907 - Modena, † 1988)
- Giorgio Tinazzi, calciatore italiano (Milano, n. 1934 - Alessandria, † 2016)
- Giorgio Treves de' Bonfili, calciatore, allenatore di calcio e dirigente sportivo italiano (Padova, n. 1884 - Borgo Valsugana, † 1964)
- Giorgio Turchi, calciatore italiano (Carpi, n. 1931 - Carpi, † 2022)
- Giorgio Turin, calciatore italiano (Luserna San Giovanni, n. 1891 - Luserna San Giovanni, † 1983)

## V(6)
- Giorgio Valentinuzzi, calciatore e allenatore di calcio italiano (Monfalcone, n. 1931 - Gorizia, † 2019)
- Giorgio Valmassoi, ex calciatore italiano (Calalzo di Cadore, n. 1951)
- Giorgio Venturini, calciatore e dirigente sportivo italiano
- Giorgio Vernizzi, ex calciatore italiano (n. 1938)
- Giorgio Vignando, calciatore e allenatore di calcio italiano (Jesolo, n. 1947 - Eraclea, † 2017)
- Giorgio Visconti, calciatore e allenatore di calcio italiano (Parma, n. 1928 - Parma, † 2010)